# Glochidion stenophyllum
Glochidion stenophyllum är en emblikaväxtart som beskrevs av Airy Shaw. Glochidion stenophyllum ingår i släktet Glochidion och familjen emblikaväxter. Inga underarter finns listade i Catalogue of Life.